# Kent Brockman
Kent Brockman is een regulier verschijnend, personage uit The Simpsons. De stem van het personage wordt ingesproken door Harry Shearer.

## Profiel
Hij is een lokale tv-persoonlijkheid voor het nieuws van KBBL-TV (Channel 6). Hij presenteert iedere werkdag het avondnieuws (-in het weekend is dat Scott Christian-) en Smartline, een show die over lokale recente gebeurtenissen gaat, en Eye on Springfield, dat over het algemeen toegespitst is op het shownieuws uit Springfield. Zijn personage vertoont grote overeenkomsten met dat van de uit Los Angeles afkomstige nieuwsanker Jerry Dunphy.
Brockman staat voor het ergste binnen zijn beroepsgroep. Hij is vaak veroordelend, wil carrière maken op wat voor manier dan ook en is meer dan bereidwillig om een emotioneel gebaseerd stuk te filmen voor miniem hogere kijkcijfers. Hij schiet ongelofelijk uit zijn slof van het alleen al niet kunnen krijgen van bepaalde snacks. Hij lijkt excessieve macht binnen Channel 6 te hebben, tot op het punt dat hij zelfs een eigen segment in het nieuws heeft dat My Two Cents heet, waarin hij dagelijks zijn over het algemeen nogal ongebruikelijk reactionaire en ongenuanceerde meningen over actuele issues kan spuien. Ondanks dit alles heeft hij een leuk aantal prijzen gekregen. Het meest trots is hij op de ongespecificeerde trofee van Del Monte
Brockman heeft een jonge dochter en zoon en is jaloers op zijn zuster, die correspondent in het Witte Huis is voor CNN.
Hij is eens ontslagen voor het gebruik van het acroniem "SOB" in de uitzending maar is later opnieuw aangenomen.
In een aflevering won Brockman de multi-million-dollar ($130 miljoen) staatsloterij-jackpot en verliet hij zijn nieuwsbureau tijdens de uitzending. Hij blijft echter presentator omdat hij onder contract staat. Hij heeft ook ooit toegegeven dat hij het leuk vindt om 500.000 dollar in het jaar te verdienen. Hij heeft ook tegen Arnie Pie gezegd dat hij een aantal slimme investeringen heeft gedaan als deze over de grootte van Brockmans huis klaagt.
Uit een flashback naar de jaren 60 blijkt dat zijn naam Kenny Brocklestein was toen hij net bij televisie begon. Dit suggereert Joodse voorvaderen.
Hij heeft een collie genaamd Jessica.
Hij wordt ook gekarakteriseerd door het gebruik van nieuwsjargon in alledaagse taal, zoals "This just in, go to hell!"
Er wordt gezegd dat Brockman gebaseerd was op Jerry Dunphy en collega-nieuwslegende uit L.A. Hal Fishman. Er zijn echter afleveringen waarin zijn karakter meer is gemodelleerd naar Ted Koppel en Walter Cronkite. Hij vertoont ook overeenkomsten met Ted Baxter, de leeghoofdige nieuwspresentator uit de Mary Tyler Moore-show.
Brockman rijdt in een blauwe Mercedes-Benz S420, die te zien is in de openingstune van de aflevering Eye on Springfield.
Brockmans bekendste zin, And I, for one, welcome our new insect overlords, wordt gebruikt in de aflevering Deep Space Homer. Brockman zendt livebeelden uit vanuit de cabine van de Space Shuttle waarin Homer zojuist duizenden mieren heeft losgelaten in 0-zwaartekracht. Een eenzame mier zweeft voorbij de camera en Brockmans hilarische reactie is dat de aarde snel overrompeld zal worden door reuze-ruimtemieren. Hij vervolgt met: "One thing is for certain: there is no stopping them; the ants will soon be here. And I for one welcome our new insect overlords. I'd like to remind them that as a trusted TV personality, I can be helpful in rounding up others to toil in their underground sugar caves."
Een andere bekende zin van Brockman is: I've said it before and I'll say it again. Democracy simply doesn't WORK" ("Ik heb het al eerder gezegd en ik zeg het nu weer. Democratie werkt eenvoudigweg niet!")